# Mohon (Morbihan)
Mohon is een gemeente in het Franse departement Morbihan in de regio Bretagne. De plaats maakt deel uit van het arrondissement Vannes. Mohon telde op 1 januari 2022 988 inwoners.

## Geografie
De oppervlakte van Mohon bedroeg op 1 januari 2022 37,83 vierkante kilometer; de bevolkingsdichtheid was toen 26,1 inwoners per km².

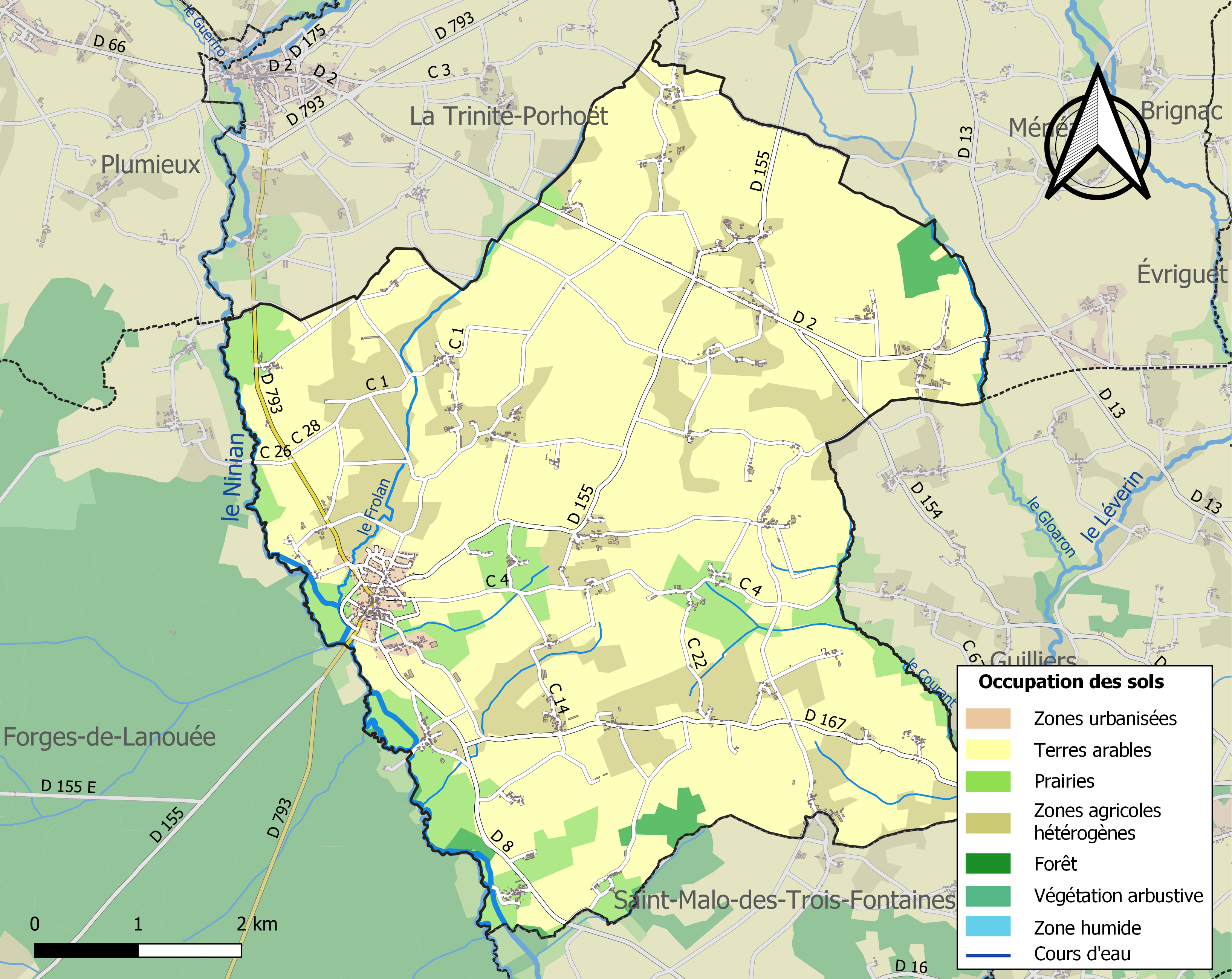
Kaart van de gemeente met de belangrijkste infrastructuur, bodemgebruik en omliggende gemeenten

## Demografie
Onderstaande figuur toont het verloop van het inwonertal (bron: INSEE-tellingen).